# Necrophilinae
Sous-famille
Les Necrophilinae sont une sous-famille de Coléoptères de la famille des Agyrtidae.

## Liste des genres
Selon BioLib (5 septembre 2021) :
- Necrophilus Latreille, 1829
- Zeanecrophilus Newton, 1997

## Systématique
Le nom scientifique de ce taxon est Necrophilinae, choisi en 1997 par l'entomologiste américain Alfred Francis Newton (d) (1944-), le genre type étant Necrophilus.